# Parnassia subscaposa
Parnassia subscaposa är en benvedsväxtart som beskrevs av Wu Zheng-yi och Tsue Chih Ku. Parnassia subscaposa ingår i släktet Parnassia och familjen Celastraceae. Inga underarter finns listade.